# Трновиця (Іванчна Гориця)
Трновиця (словен. Trnovica) — поселення в общині Іванчна Гориця, Осреднєсловенський регіон, Словенія. Висота над рівнем моря: 367,9 м.